# Taça Henágio
A Taça Henágio foi realizada em uma partida entre Confiança e Santa Cruz pela Copa do Nordeste de 2016 realizada 17 de fevereiro e nessa partida foi realizada a Taça Henágio que foi uma homenagem da federação sergipana ao sergipano e futebolista que jogou no Santa Cruz e em outros grandes times do futebol brasileiro, e na partida o Santa Cruz  ao vencer o Confiança pela Copa do Nordeste, o Santa Cruz acabou surpreendido pela notícia de que receberia uma taça oferecida pela federação sergipana. Uma premiação amistosa, à parte do regional.

## Partida
| 17 de fevereiro | Confiança | 0 – 2 | Santa Cruz               | Estádio Batistão, Aracaju                                                          |
| 22:30           |           |       | 53' Grafite · 59' Alemão | Público: 3 211 Renda: R$ 51.368,00 Árbitro: PB Clizaldo Luiz Maroja Di Pace França |

## Campeão
| Taça Henágio 2016 |
| ----------------- |
| SANTA CRUZ        |